# Кремсмюнстерське абатство
Кремсмюнстерське абатство (нім. Stift Kremsmünster) — бенедиктинський монастир у Кремсмюнстері у Верхній Австрії.

## Історія

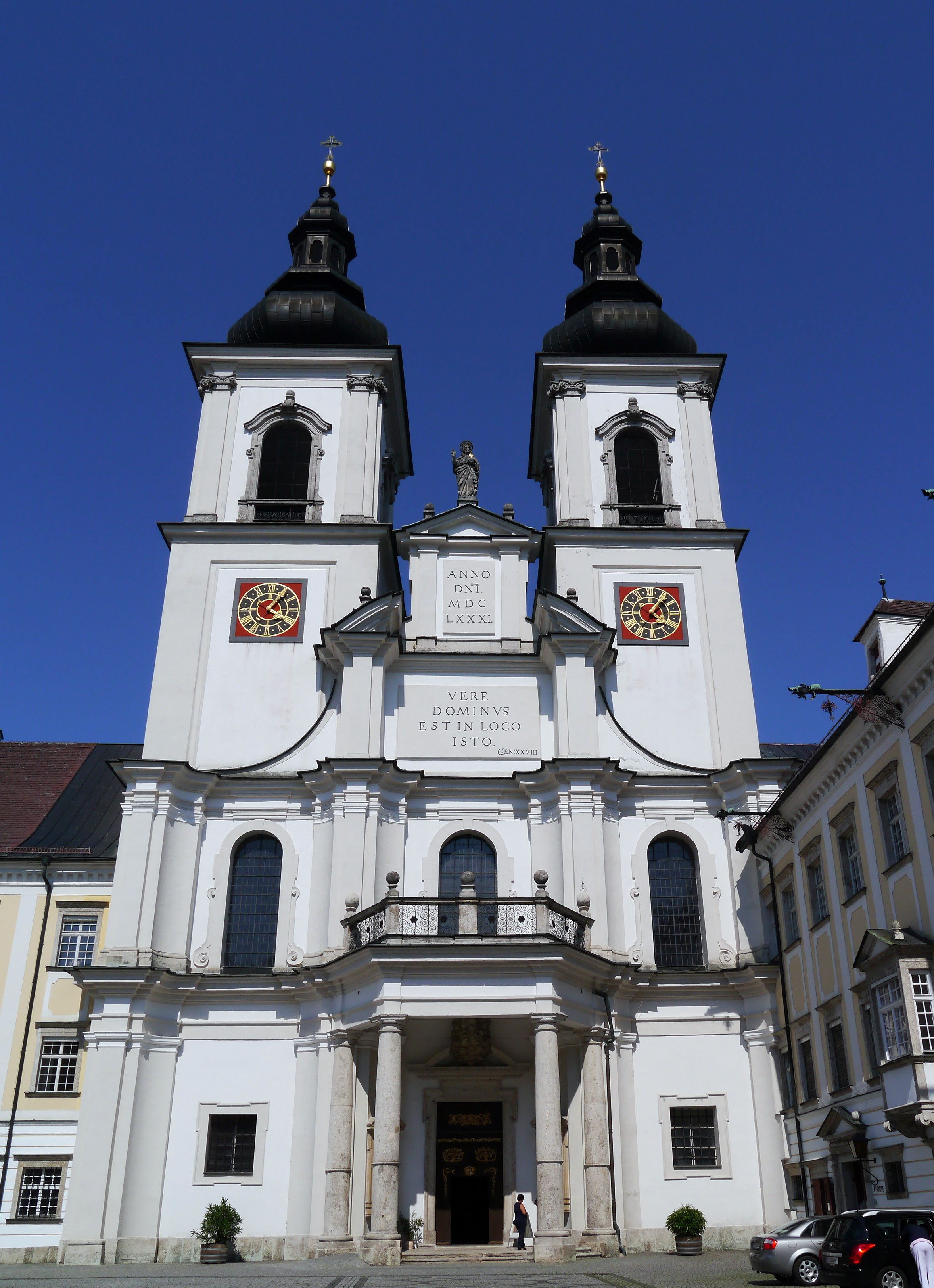
Церква Кремсмюнстерського абатства

Монастир був заснований у 777 році нашої ери Тассілоном III, герцогом Баварії. Згідно з легендою, Тассілон заснував монастир на місці, де його син Гунтер був убитий кабаном під час полювання.
Перша колонія ченців прибула з Нижньої Баварії під керівництвом Фатерика, першого абата. Нова фундація отримала щедрі пожертви від засновника, а також від Карла Великого та його наступників.
Становище та репутація абатства незабаром стали такими, що його абати, за відсутності єпископа єпархії (Пассау), здійснювали єпископську юрисдикцію.
У 10 столітті абатство було зруйноване під час набігу угорців, а його володіння були розділені між герцогом Баварським та іншими дворянами та єпископами. Однак він був відновлений і повернув свою власність за правління імператора Генріха II, коли святий Готард став абатом.
Кремсмюнстер, як і інші релігійні будинки, потім занепав, який, на щастя, був зупинений діями єпископа Альтмана з Пассау, який привів громаду з Ґоттезау та ввів в абатство реформований обряд Клюні. Після цього він став відомий як один із найбільш процвітаючих будинків у Німеччині, «перевершуючи всі інші абатства», як каже анонімний літописець, «за дотриманням і благочестям, також щодо своїх земель, будівель, книг, картин та іншого майна, і у числі його членів, видатних у вченні та мистецтві».
Монастирська бібліотека була відомою та приваблювала видатних учених до Кремсмюнстера, де було написано кілька важливих історичних праць, включаючи історії єпископів Пассау та герцогів Баварії, а також хроніки самого абатства. Шродль наводить список письменників, пов'язаних із Кремсмюнстером з одинадцятого до 16-го століть, а також їхні літературні праці. Одним із найвидатніших абатів був Ульріх Шоппензаун (1454—1484), завдяки якому та його учневі й наступнику Йоганну Шрайнеру (1505—1524) Кремсмюнстер пережив Реформацію.

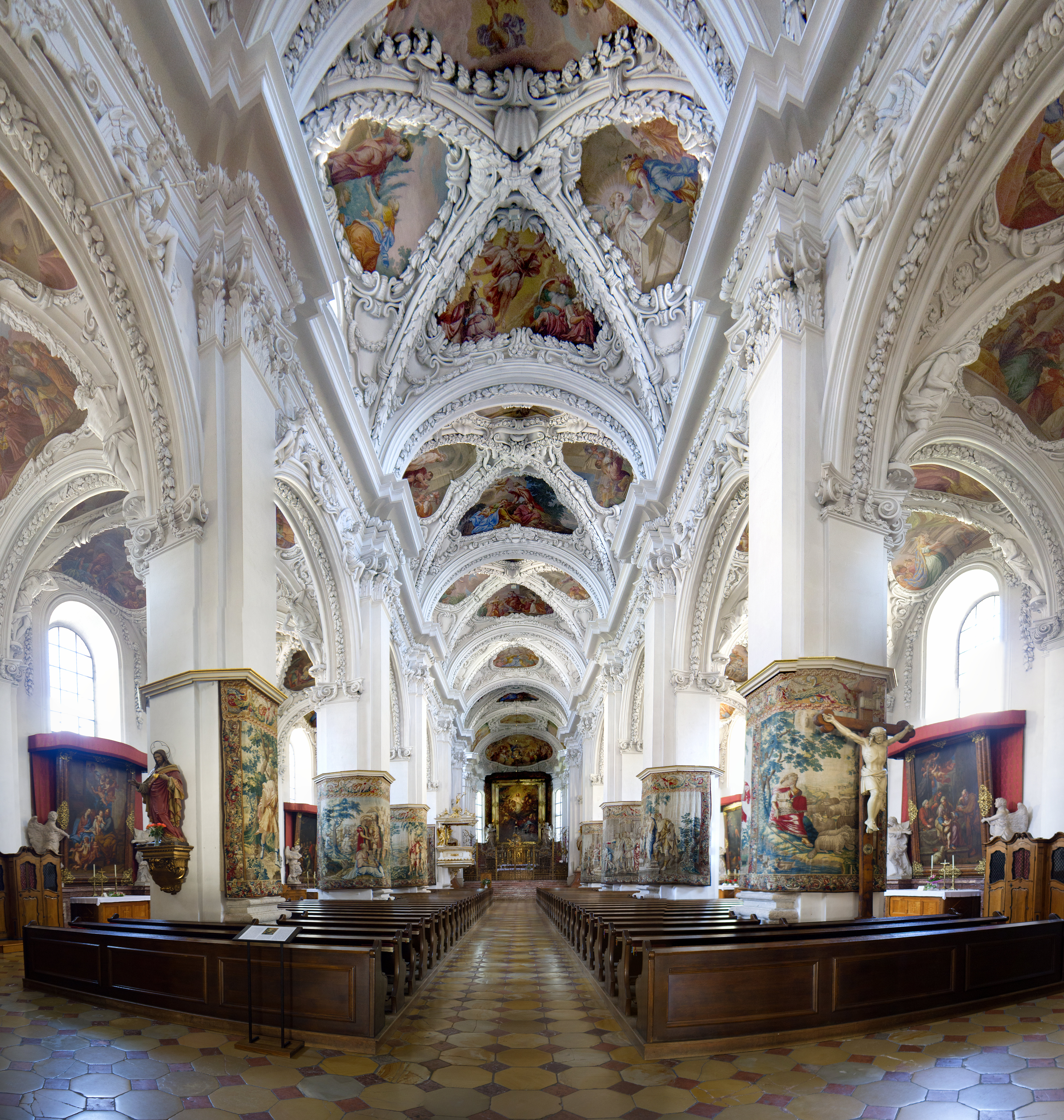
Інтер'єр церкви абатства

Починаючи з періоду Реформації, абатство підтримувало низку здібних абатів. Абат Грегор Лехнер (1543—1558) ближче до середини 16 століття перетворив монастирську школу, яка раніше була приватною, на державну, і багато зробив для збереження католицизму в окрузі, де протестантські доктрини набули широкого поширення — до настільки, наскільки його наступник, абат Вайнер (1558—1565) прихильно ставився до них і, таким чином, вніс розбрат в абатство, розбрат, який ризикував перерости в серйозний розлад. Цьому завадили наступні настоятелі: особливо абат Вольфрадт (1613—1639) привів монастир до такого розквіту, що він був відомий як його третій засновник. Його репутація як центру науки та навчання ще більше зросла за його наступника Пласіда Бухауера (1644—1669).
Серед абатів 18 століття найвидатнішим і видатним був Олександр Фіксльмільнер (1731—1759), який побудував велику обсерваторію, проклав багато доріг у монастирському маєтку, був людиною повчального життя та великої милосердя до бідних. Його племінник Плацидус Фіксміллнер, перший астроном, який обчислив орбіту Урана, пізніше був призначений директором обсерваторії.
Наприкінці 18-го століття політика імператора Йосифа II щодо релігійних будинків його імперії загрожувала закрити Кремсмюнстер, як і багато інших, але йому пощастило уникнути.
Абатство сильно постраждало під час наполеонівських війн і повільно відновлювало свої позиції. Лише після абатства Томаса Міттерндорфера (1840—1860), відновивши матеріальну безпеку, навчання та дисципліну, воно повернуло свій колишній престиж. Одним із найвидатніших абатів у 19 столітті був Дон Келестін Ганґльбауер (помер у 1889 році), який у 1877 році відсвяткував 1100-ту річницю заснування, став архієпископом Відня у 1881 році та був висвячений на кардинала у 1884 році. У 20 столітті дом Леандер Черні, видатний ентомолог, був абатом з 1905 по 1929 рік.
З 1625 року абатство було членом Австрійської конгрегації, яка нині входить до складу Бенедиктинської конфедерації.
Абатство також відіграло важливу роль у кінці Другої світової війни, оскільки саме тут 8 травня 1945 року словацький уряд у вигнанні капітулював перед генералом Волтоном Вокером, який очолював XX корпус 3-ї армії США.

## Будівлі

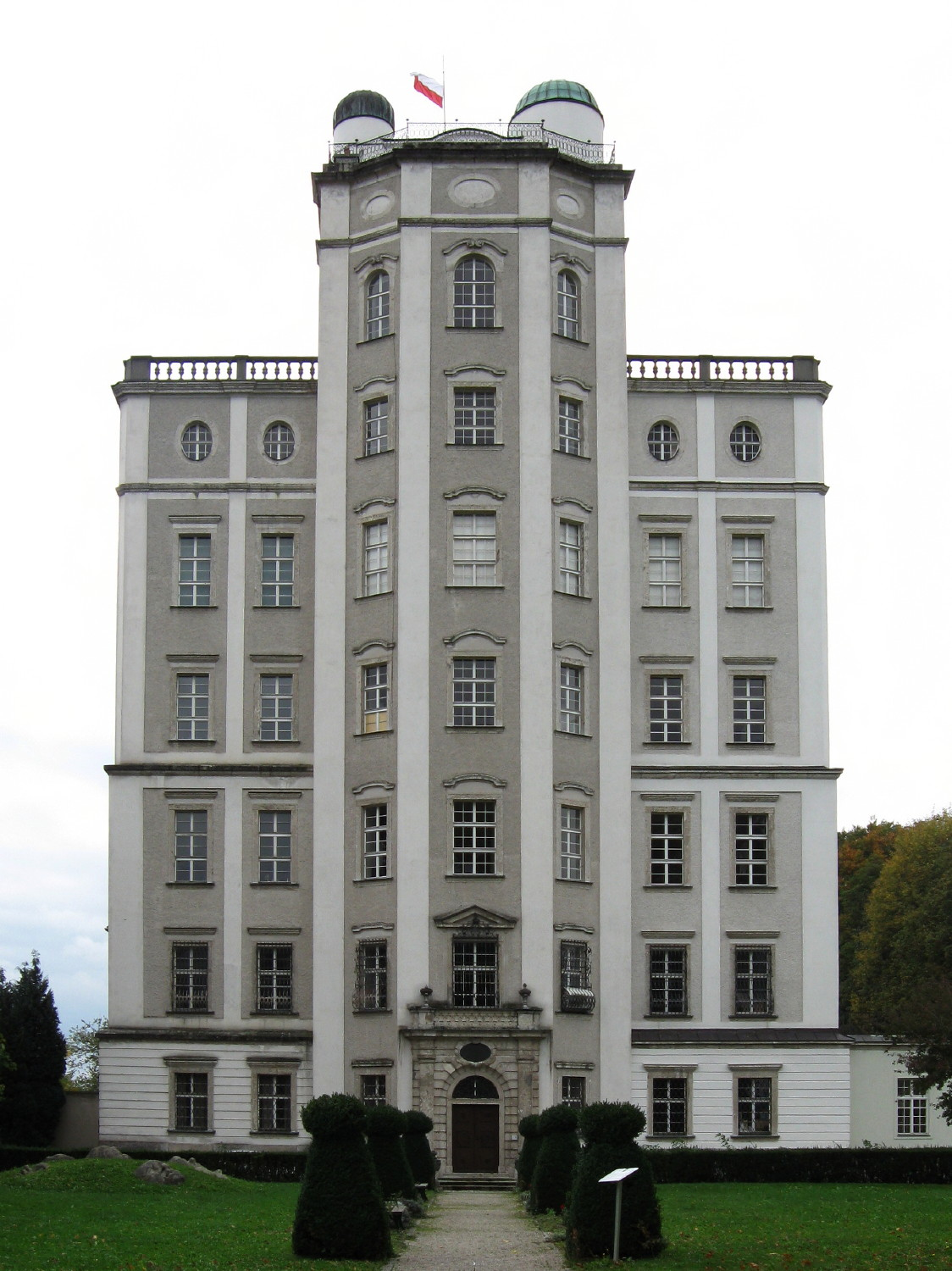
Математична вежа з астрономічними обсерваторіями

Із середини 17 століття, завдяки широкій програмі будівництва, в основному з повторним використанням старих будівельних матеріалів, приміщення настільки розрослися, що в усій Австрії вони поступалися лише Мельку. Архітектором і будівельником був Якоб Прандтауер, який також відповідав за церкву абатства в Мельку.
Кремсмюнстер досяг свого найбільшого розміру в південному крилі, довжина якого становить близько 290 метрів. Тут розташовувалися найважливіші приміщення: трапезна, бібліотека та Імператорський зал. Крило закінчується на сході математичною вежею заввишки 51 метр, де розташована обсерваторія (Kremsmünster Sternwarte). У нижній частині обсерваторії, яка має вісім поверхів, є цікава колекція об'єктів природної історії; і цікавою особливістю є серія акваріумів, прикрашених статуями та колонадою.

## Церква абатства
Головна церква присвячена «Христу Спасителю і святому Агапіту» (Zum Heiligen Erlöser und zum Heiligen Agapitos). Будівництво було завершено 1277 року в стилі пізнього романського стилю та ранньої готики. Після 1613 р. церкву було перебудовано у стилі бароко. Між 1680 і 1720 роками інтер'єр церкви був переобладнаний чудовим бароковим орнаментом за проектами Карло Антоніо Карлоне, Джованні Баттіста Коломба та Джованні Баттіста Барберіні.
Особливої уваги заслуговує бароковий головний вівтар, створений Йоганном Андреасом Вольфом у 1712 році після дванадцяти років проектування та підготовки. Ангели Йоганна Міхаеля Цюрна молодшого, які стоять на колінах біля численних бічних вівтарів, також є вражаючими зразками австрійського бароко.
Церква також містить знамениту могилу Гюнтера, кенотаф, якого спочатку був розміщений перед головним вівтарем, і в його нинішньому вигляді датується десь до 1304 року.

## Школа
Монастирська школа існує принаймні з 1549 року. Тут здобув освіту поет і письменник Адальберт Штіфтер. Ченці й сьогодні працюють у сфері освіти та утримують школу, а також у душпастирстві.

### Жорстоке поводження з дитиною

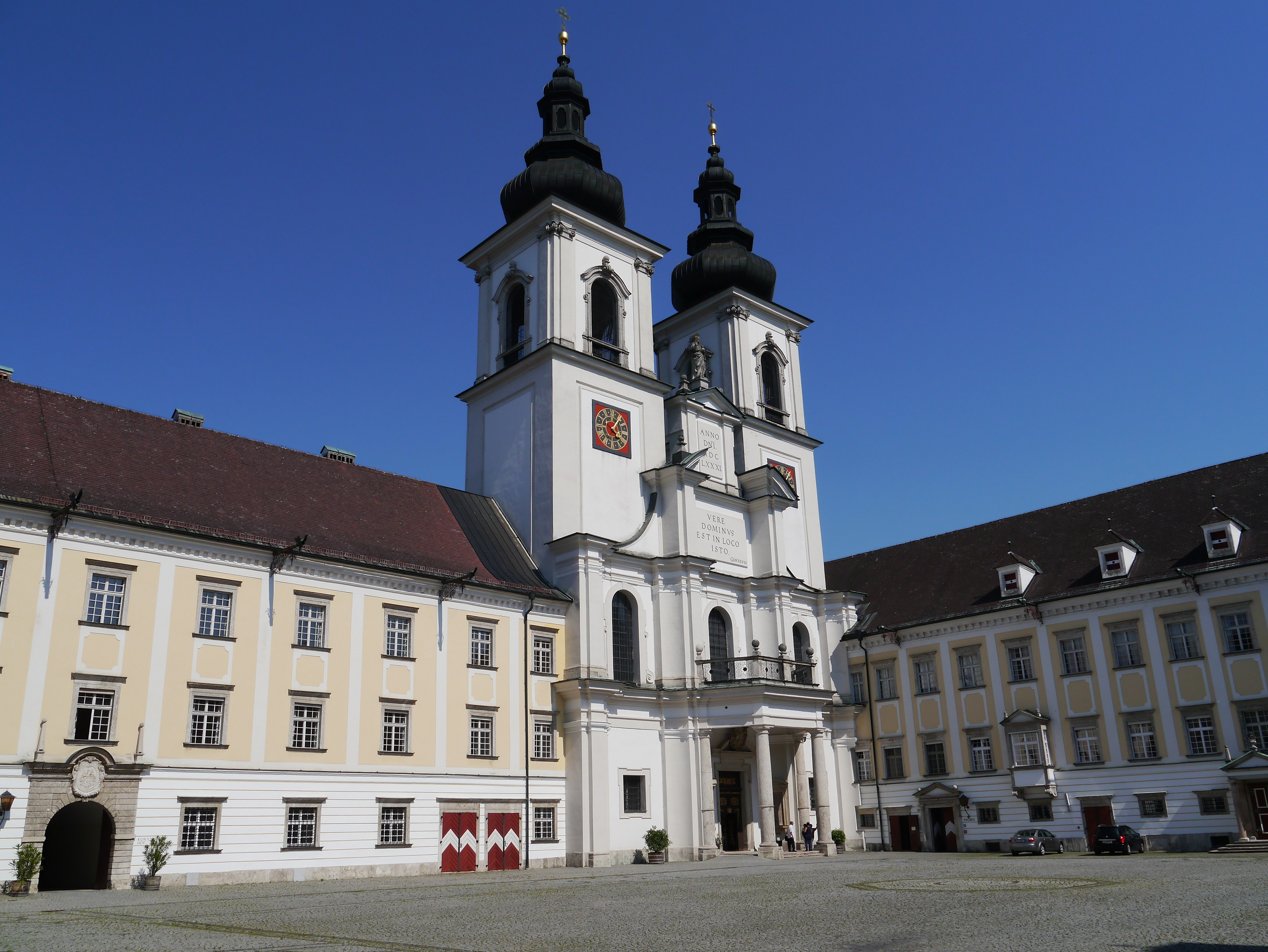
Внутрішнє подвір'я Кремсмюнстерського абатства

У березні 2010 року кілька монахів були відсторонені за серйозні звинувачення в сексуальному та фізичному насильстві, які стосувалися періоду з 1970-х до кінця 1990-х років та були предметом поліцейського розслідування. У той час як інші звинувачення проти двох із трьох обвинувачених священиків були зняті через закінчення терміну давності, послідували три роки розслідування у майже 30 справах проти Августа Мандорфера (отця Альфонса), колишнього директора школи-інтернату. Обшук і виїмка в монастирі у 2010 році показали, що обвинувачений вчитель також має помпову рушницю серед іншої зброї. Згідно з розслідуваннями кількох потерпілих, абатство Кремсмюнстер має давню кримінальну традицію систематичного жорстокого поводження з дітьми. Десятиліттями до випадків, про які зараз повідомляють щодо отця Альфонса, і на додаток до звинувачень, висунутих проти отця Бенедикта та отця Петруса, існують вагомі докази серйозних попередніх подій сексуального насильства за участю отця Георга в 1960-х роках і отця Альтмана Келлнера до та упродовж 1950-х років. У липні 2013 року австрійський суд визнав Мандорфера винним у 24 задокументованих випадках жорстокого поводження з дітьми та сексуального насильства та засудив тепер уже позбавленого сану священика до дванадцяти років ув'язнення. У березні 2015 року дослідницька група під керівництвом німецького соціолога Гайнера Кеуппа представила результати наукового дослідження на тему «Сексуальне насильство, психологічне та фізичне насильство в школі-інтернаті Кремсмюнстер», у якому виявлено загалом 16 жорстоких та 8 сексуальних насильників у межах однієї школи у період із 1945 по 2000 рр. У 2013 році стало відомо, що школа виплатила приблизно 700 000 євро компенсації з моменту вибуху скандалу.

## Бібліотека
Чудова монастирська бібліотека була побудована між 1680 і 1689 роками Карло Антоніо Карлоне. Це одна з найбільших бібліотек Австрії, яка містить близько 160 000 томів, окрім 1 700 рукописів і майже 2 000 старовинних книг.
Найціннішою книгою є «Codex Millenarius», Євангеліє, написане близько 800 року в абатстві Мондзеє. Факсиміле цього кодексу можна знайти в бібліотеках ряду університетів по всьому світу.

## Скарби
Найвідомішим предметом скарбниці монастиря є Чаша Тассілона, подарована монастирю його засновником Тассілон III. Позолочений мідний і срібний кубок (25.5 см заввишки, вага 3 кг і місткістю 1,75 літра) був створений десь між 768/769 і 788 роками, можливо, в Мондзеє або Зальцбурзі.
Спочатку вважалося, що два свічники Тассілона були створені з його скіпетра, але сьогодні їх визнають роботами середини 10 століття.
Чаша Тассілона, свічники та Codex Millenarius все ще використовуються в релігійних службах донині, хоча лише в особливих випадках.

## Галерея

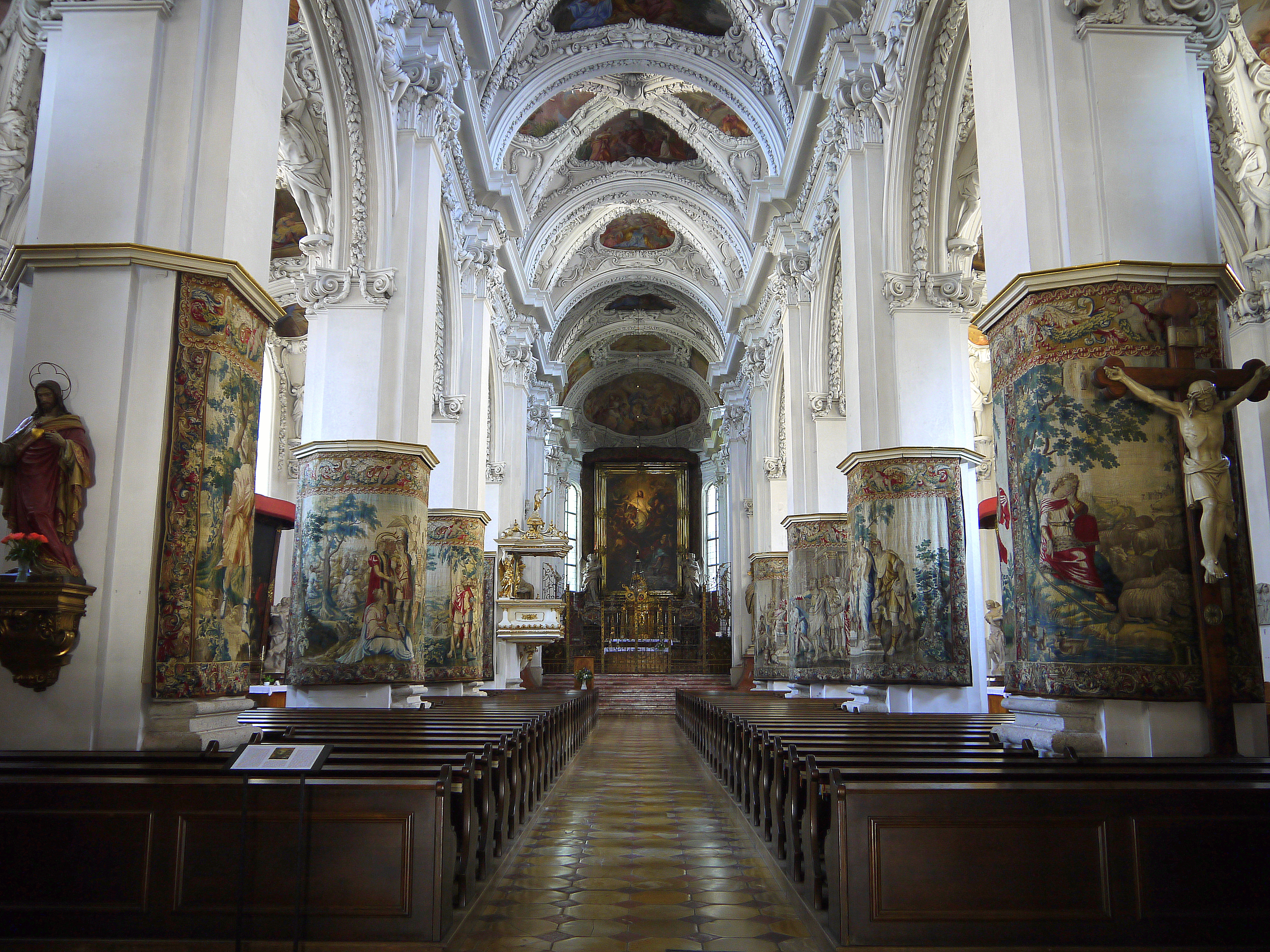
Інтер'єр церкви абатства
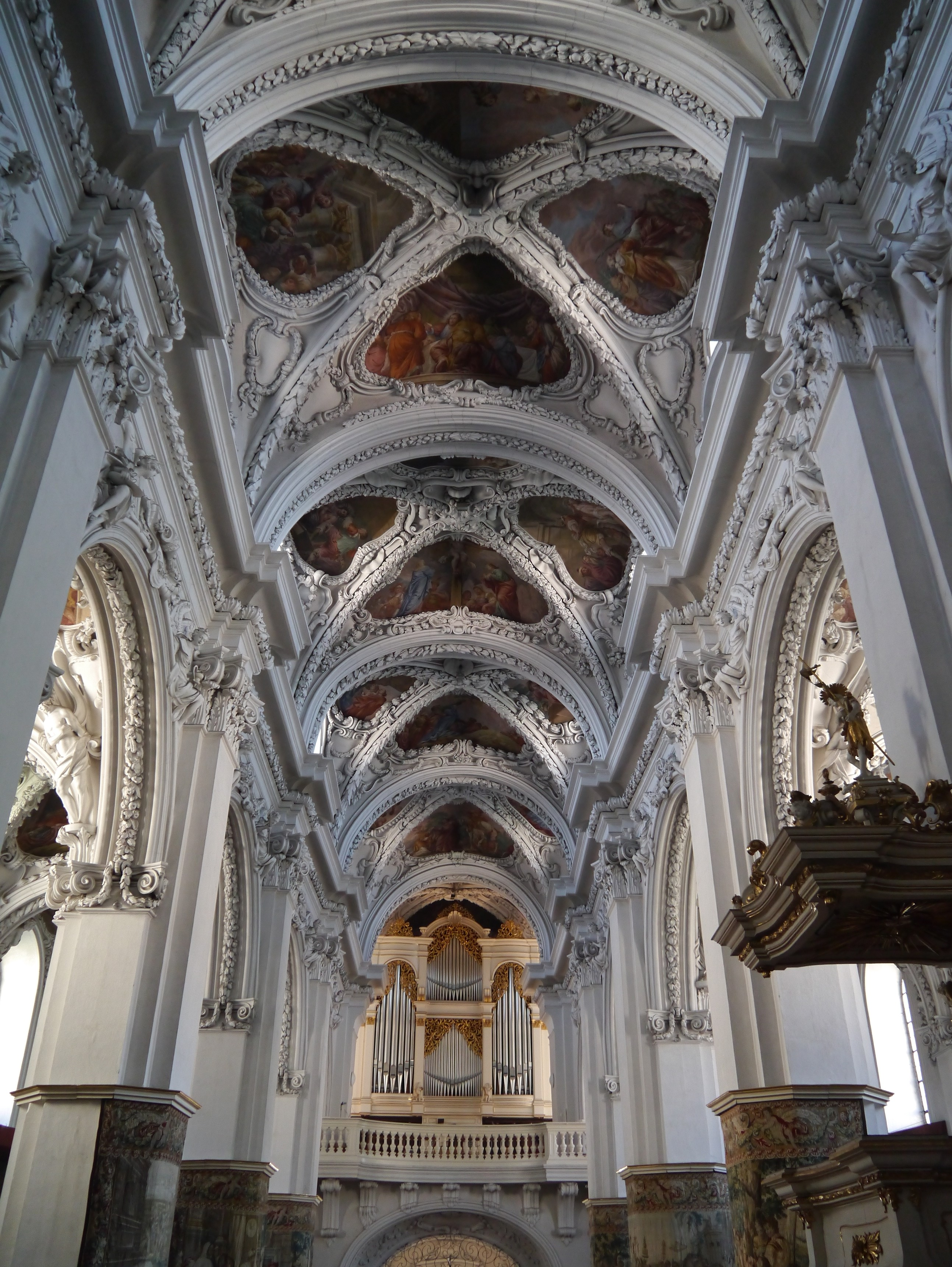
Хори та стеля
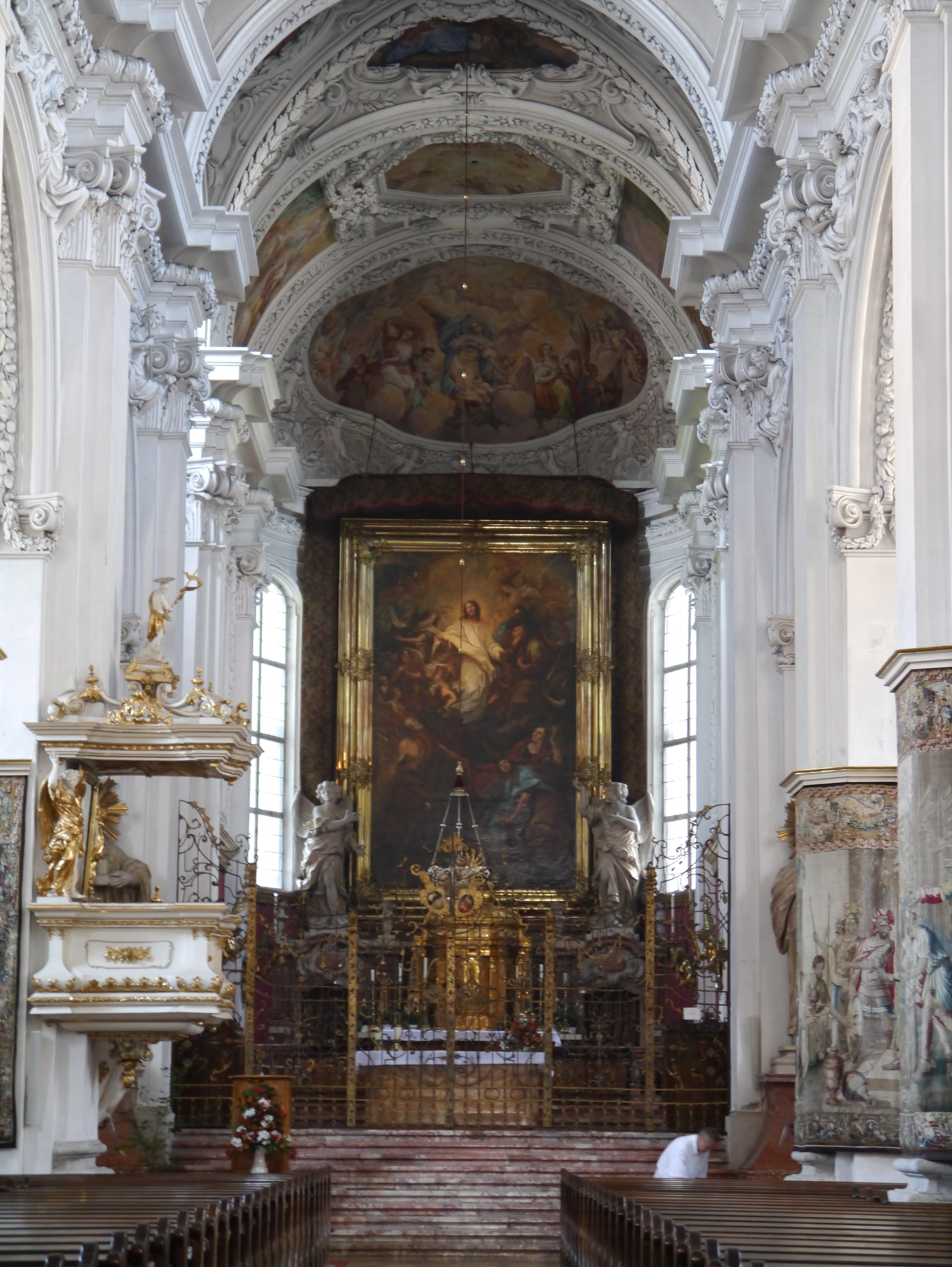
Головний вівтар і кафедра
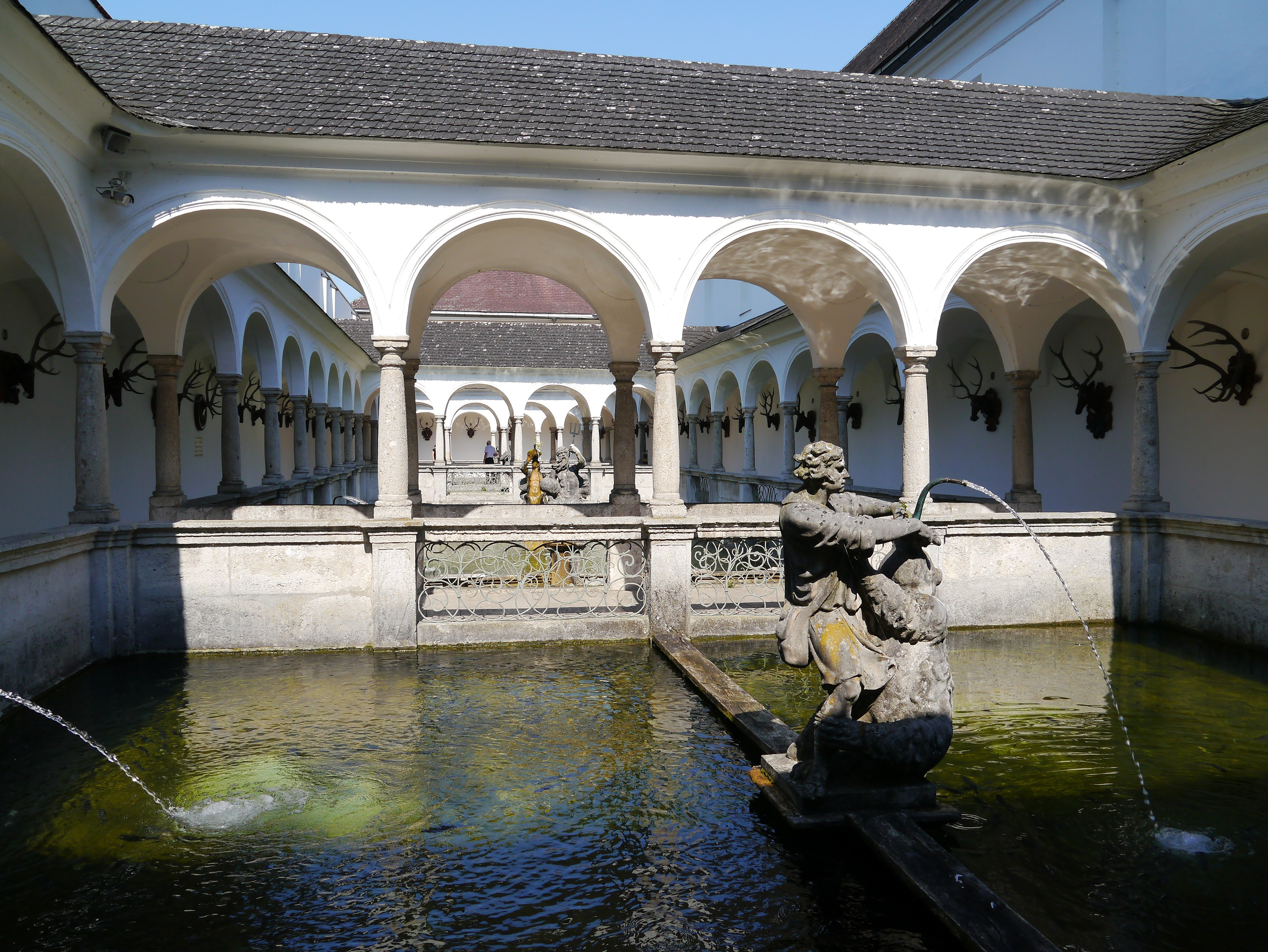
Акваріуми для риб
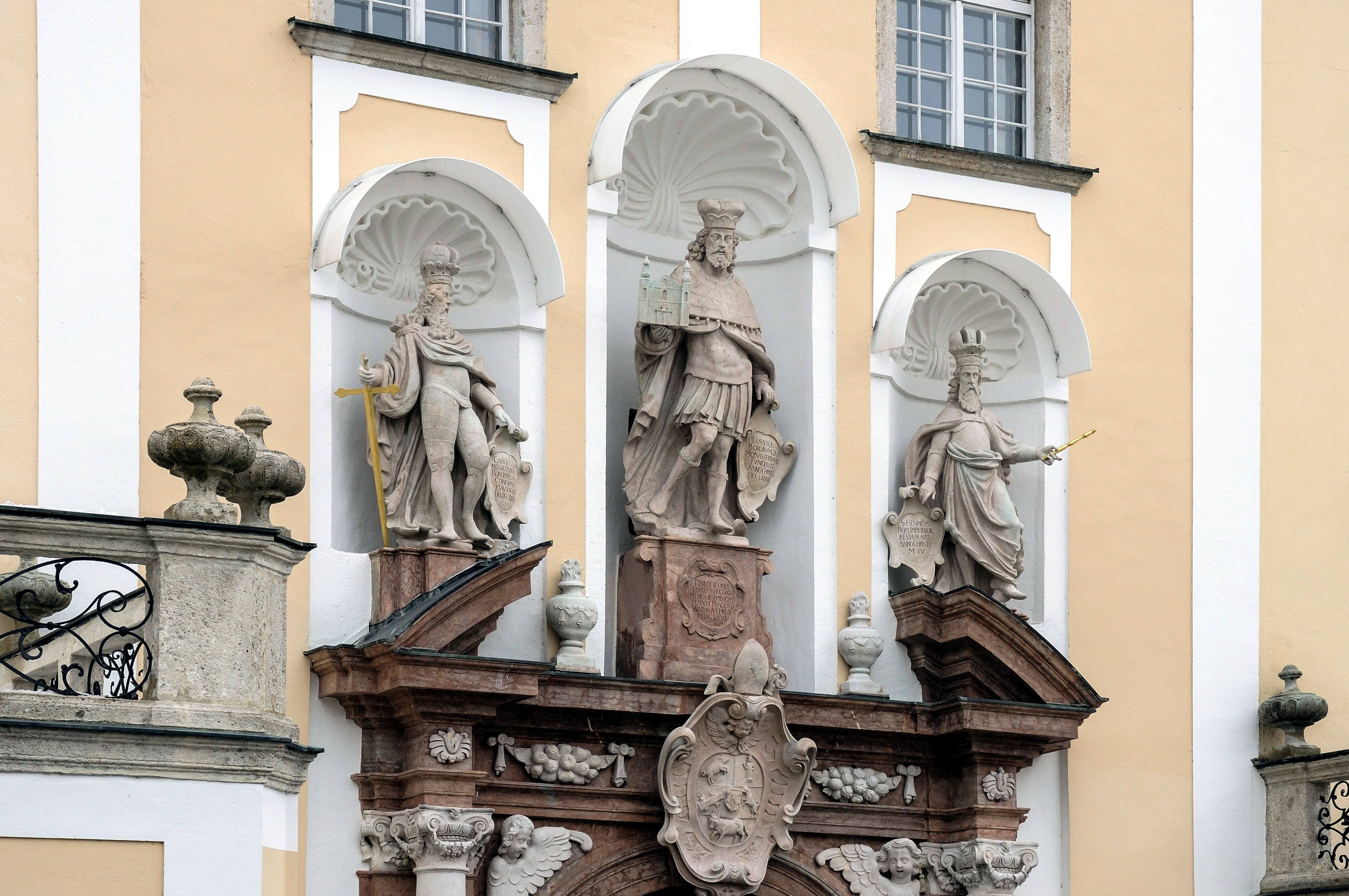
Портал внутрішнього подвір'я
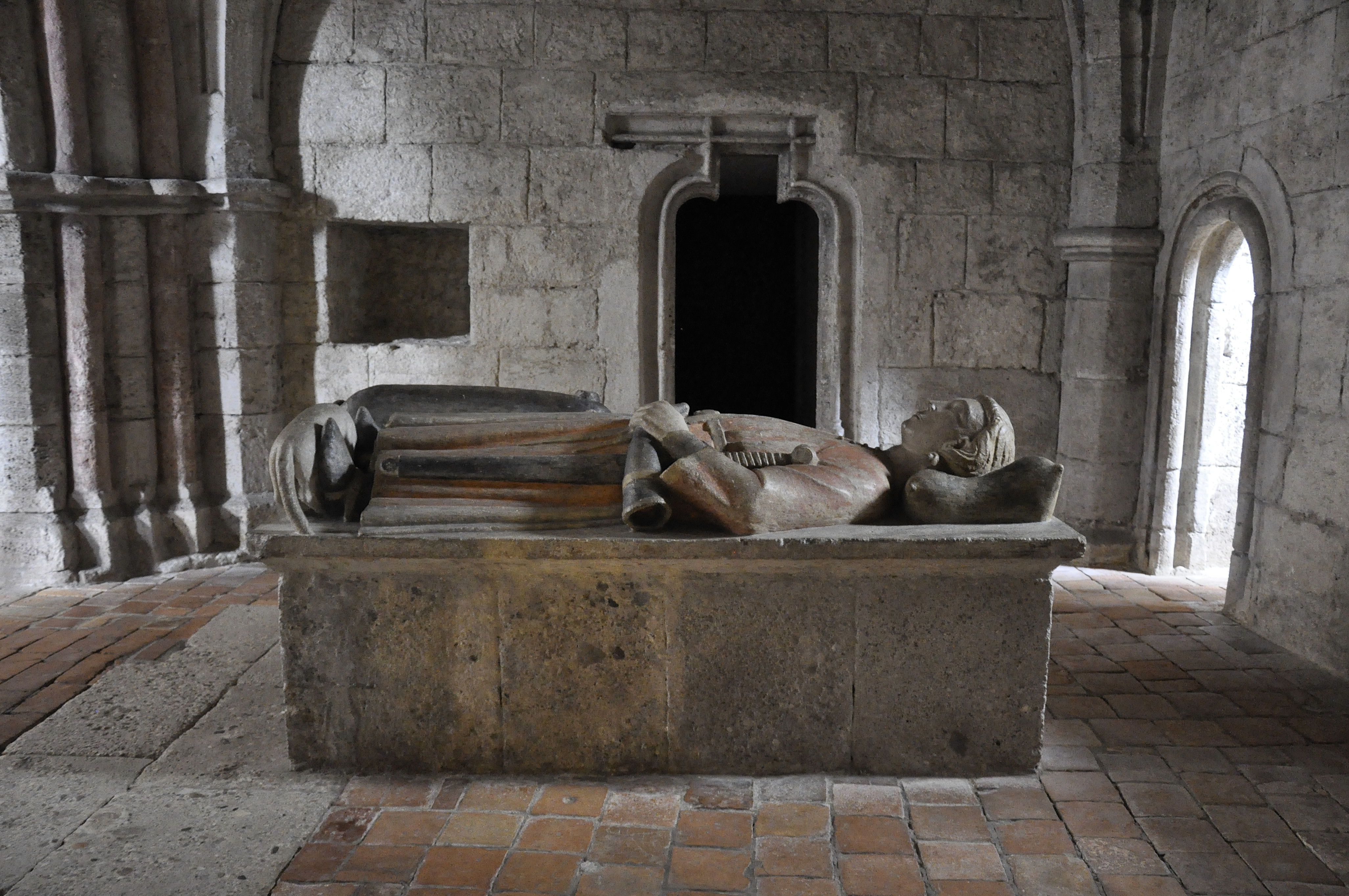
Могила Гунтера, сина герцога Тассілона